# Hostějov
Obec Hostějov (německy Hostejow) se nachází v okrese Uherské Hradiště ve Zlínském kraji. Leží kilometr jihozápadně od Medlovic a 15 km západně od Uherského Hradiště v Kyjovské pahorkatině. Žije zde 40 obyvatel, čímž se Hostějov řadí mezi obce v Česku s nejnižším počtem obyvatel.

## Historie
Založení vesnice se podle pověsti datuje už od doby cyrilometodějské. Na místě dnešního Hostějova založili kněží kláštera sv. Klimenta hostinec pro poutníky, kteří putovali po staré cestě na Velehrad a do Pomoraví a odtud vznikl název obce. Jedna z prvních písemných zmínek o obci je z roku 1371, kdy ji markrabě Jan spolu s Bzencem a dalšími obcemi udělil svému synovi Soběslavovi jako část bzeneckého panství.
Nejvýznamnější památkou malé obce je zvonička z roku 1866. Dříve na tomto místě stávala dřevěná zvonice se zvonkem posvěceným roku 1727, na kterém byly obrazy Panny Marie a sv. Jana Nepomuckého.

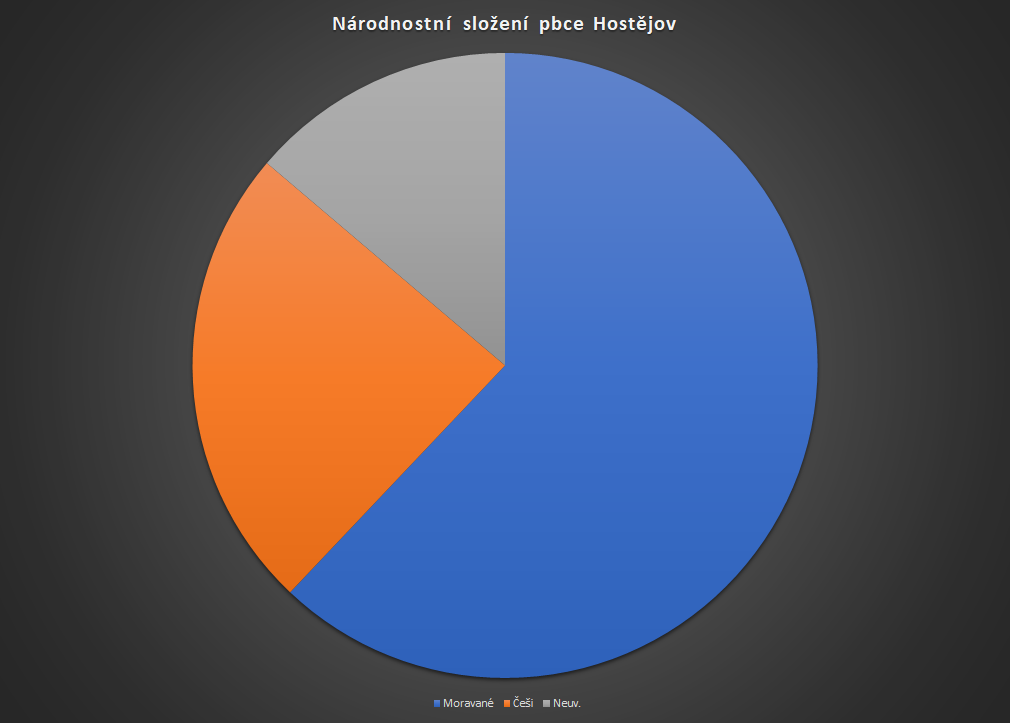
Národnostní složení obce Hostějov dle Sčítání lidu, domů a bytů 2011.

## Obyvatelstvo
Při sčítání lidu 2011 bylo v Hostějově zjištěno 30 obyvatel. Z toho 18 (60 %) lidí bylo příslušníky národa moravského, 7 (23,33 %) lidí bylo příslušníky národa českého a 4 (13,33 %) neuvedli národnost.
| 1910 | 1921 | 1930 | 1950 | 1961 | 1970 | 1980 | 1991 | 2001 | 2011 |
| ---- | ---- | ---- | ---- | ---- | ---- | ---- | ---- | ---- | ---- |
| 108  | 112  | 98   | 98   | 102  | 100  | 64   | 51   | 38   | 32   |

## Osobnosti
- Josef Vaculík (* 1957) – politik a agronom[6]

## Galerie

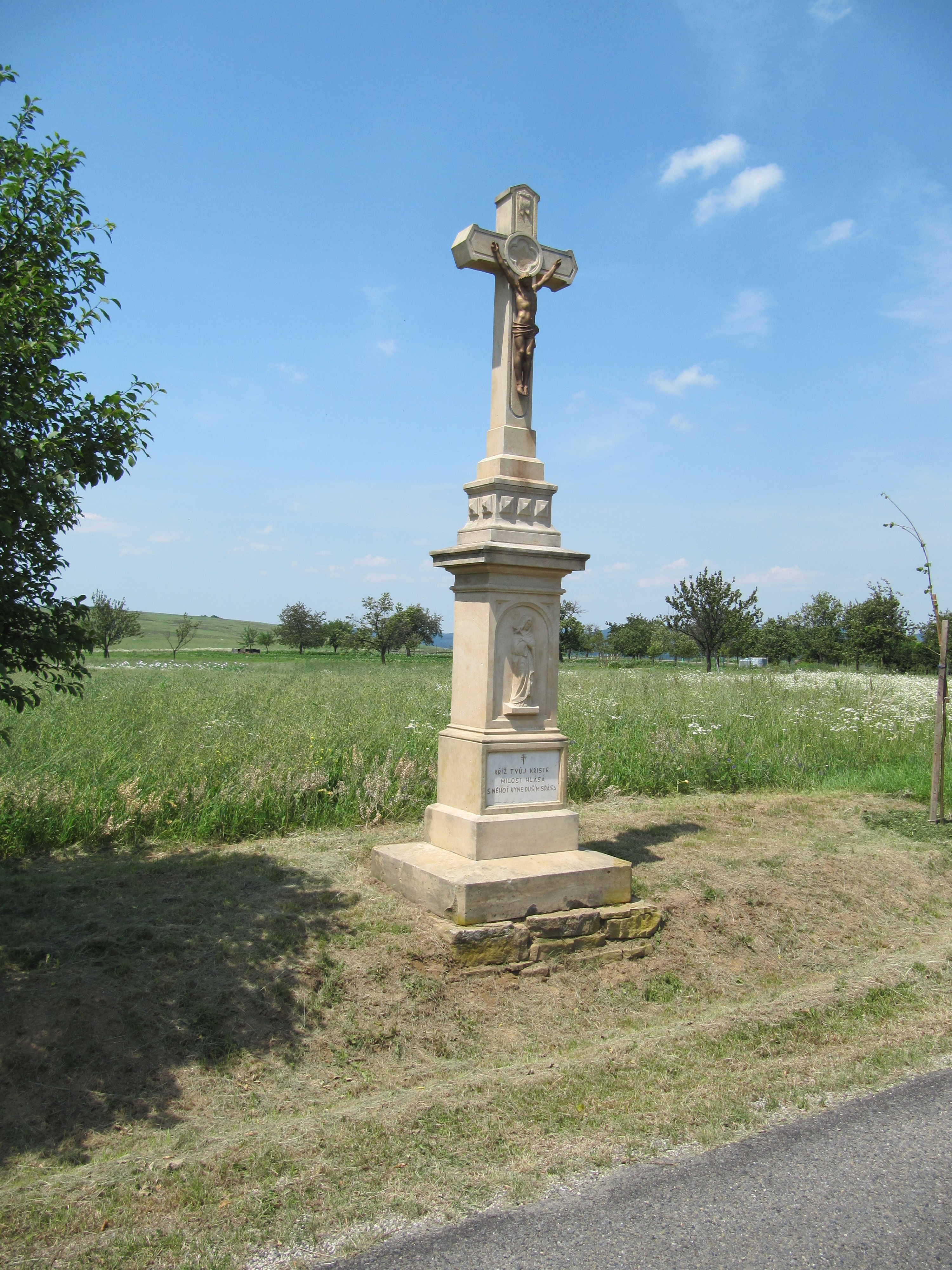
Kříž před obcí
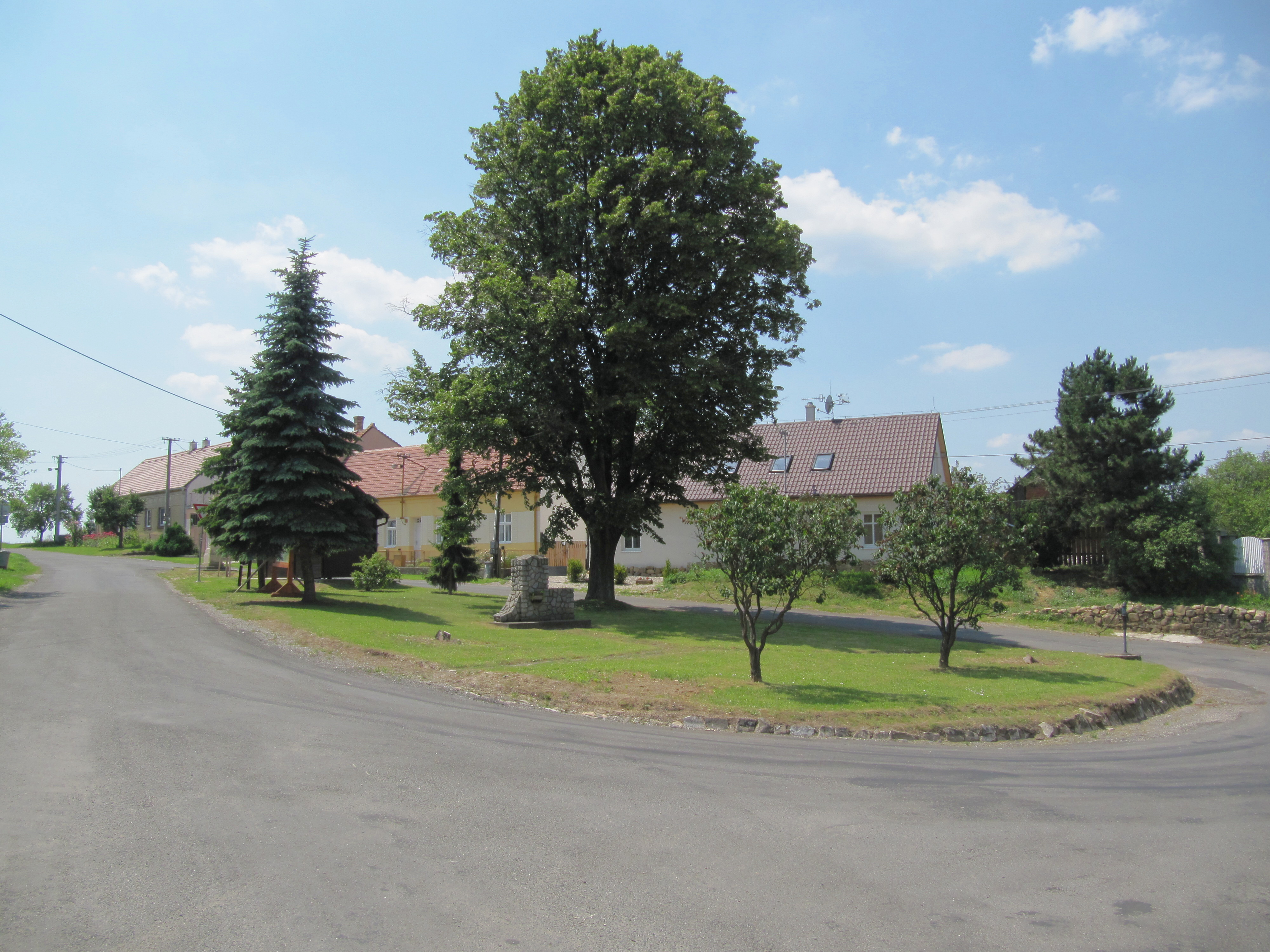
Náves
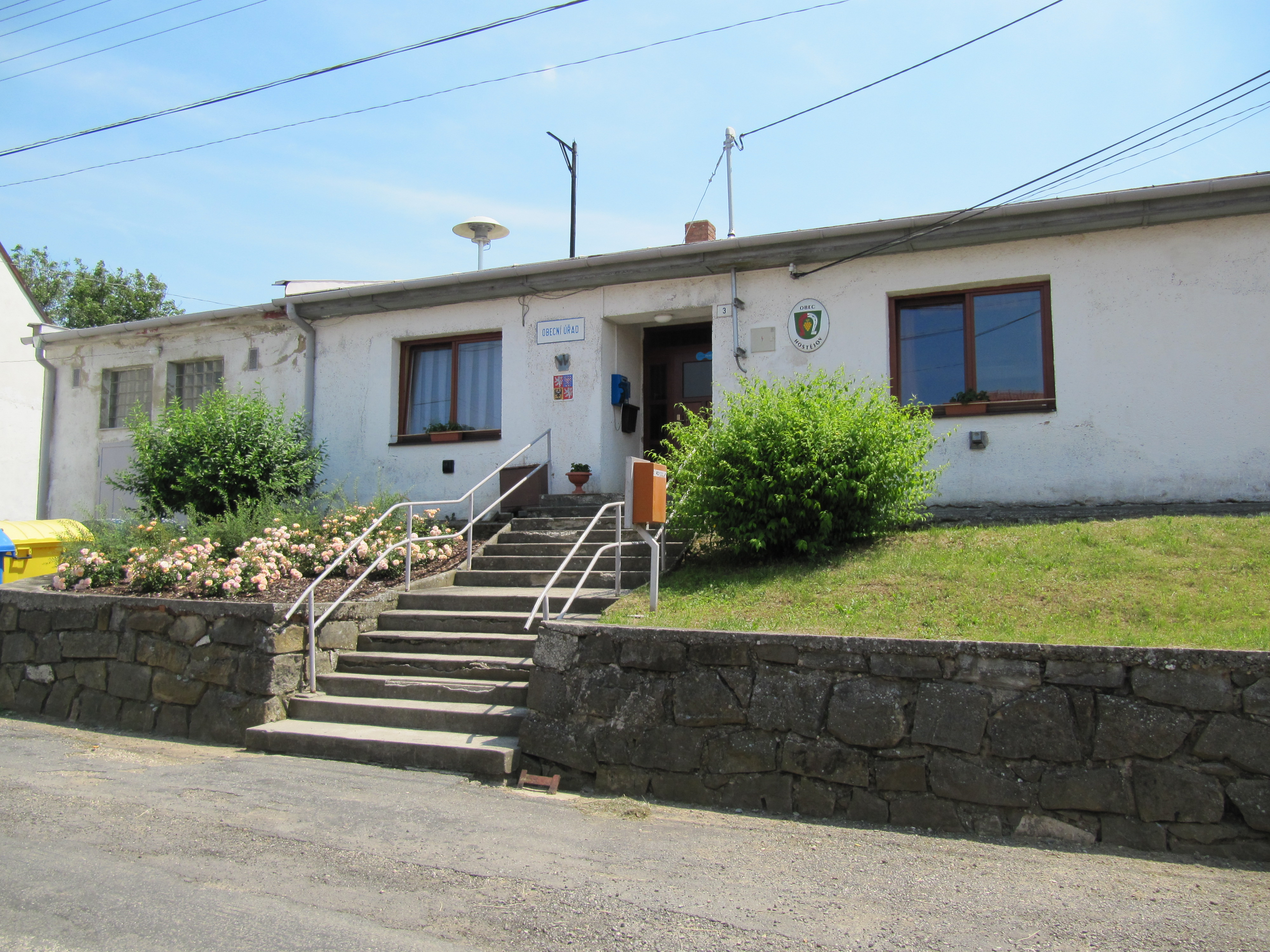
Obecní úřad
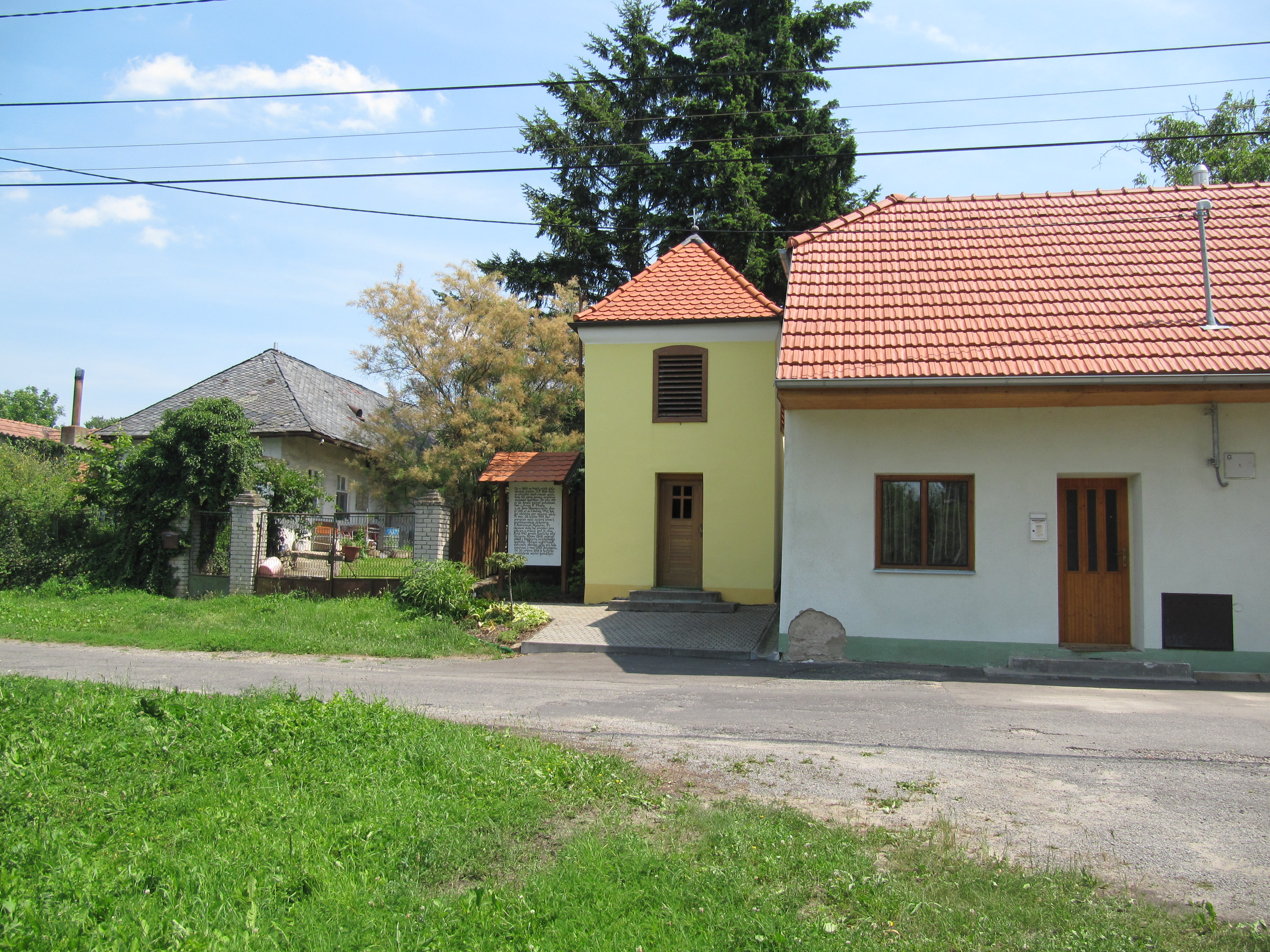
Kaplička